# Orde van het Kruis van Juli

De julirevolutie

Het Kruis van Juli (Frans: "Croix de Juillet"), door sommigen als een ridderorde beschouwd, werd door de "Burgerkoning", Lodewijk Filips I van Frankrijk, op 13 december 1830 ingesteld om de Franse burgers die in de drie "glorierijke julidagen" de reactionaire Bourbon-koning Karel X hadden verjaagd. Er werd ook een medaille, de "Médaille de Juillet" ingesteld.
De dragers van het kruis hadden recht op een militair saluut. Deze 1789 Parijzenaars, 300 militairen en 68 inwoners van Nantes telden grote namen als Alexandre Dumas (père), François Raspail, Generaal de La Fayette, Adolphe Thiers en François Arago in hun midden. De Parijse dragers, "titulaires" genoemd, verzamelden zich in een vereniging die, revolutionair als steeds, het Franse parlement in een petitie tevergeefs vroeg om de woorden "Donné par le Roi des Français" van de achterzijde van het kruis te schrappen. Zij zagen zich als door de natie als geheel geëerd. Ook de verplichting om voor de koning te bidden beviel de titulaires niet. Deze verplichting werd door het parlement opgeheven omdat zij strijdig was met de scheiding van kerk en staat.
De op 13 mei 1831 ingestelde medaille werd aan dappere maar iets minder verdienstelijke burgers verleend. Er werden in Parijs en Nantes

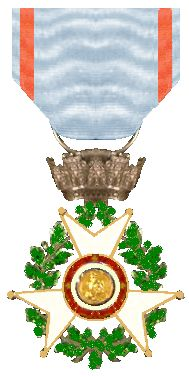
Het kruis

 3 698 en 65 medailles uitgereikt. De dragers van de medailles behoefden niet voor hun koning te bidden.

## Het kruis
Het kruis is een gouden Kruis van Malta waarvan de onderste kruisarm is weggelaten. Er zijn dus drie wit geëmailleerde armen met zes door kleine gouden ballen bedekte punten. Het medaillon met een rode ring waarop de woorden "PATRIE ET LIBERTÉ" bevat een afbeelding van de Gallische haan.
Er zijn twee keerzijden bekend. Het oudste model draagt de tekst "27, 28, 29 Juillet" in gouden letters in een blauw medaillon en het jaartal "1830" in de witte ring daaromheen. Op de blauwe buitenste ring staat in gouden letters "DONNE PAR LE ROI DES FRANÇAIS".
Op het tweede model dat na de val van de Burgerkoning in 1848 door de Tweede Franse Republiek werd ingevoerd werden de gewraakte woorden "DONNE PAR LE ROI DES FRANÇAIS" vervangen door de woorden "DONNÉ PAR LA NATION". In het blauwe medaillon werden de data in sommige, maar niet alle, gevallen vervangen door het jaartal "1830".
Het kruis is 37 millimeter hoog en wordt door een gouden stedenkroon gedekt. In de armen is een geëmailleerde lauwerkrans gelegd.
Het lint van het kruis is heel lichtblauw met een smalle rode streep langs de rand.

## De medaille
De ronde zilveren medaille, "Médaille de Juillet" geheten, laat aan de voorzijde een Gallische haan op een gevallen vlag zien.

Daaromheen staan een lauwerkrans en de woorden "A SES DEFENSEURS LA PATRIE RECONNAISSANTE."
De keerzijde vermeldt de data van de gevechten in drie lauwerkransen en de woorden "PATRIE LIBERTÉ" en "JUILLET 1830". Als randschrift kreeg de medaille de tekst "DONNE PAR LE ROI DES FRANÇAIS".
Het lint is in drie verticale banen in de kleuren van de Franse vlag , blauw, wit, rood gedeeld.

## Het Kruis- en de "Medaille der Ontevredenen"
Na de val van de Juli-monarchie heeft een aantal van de veteranen in eigen opdracht een nieuw kruis en een nieuwe medaille laten maken. De armen van het kruis werden door kunstig geplooide vlaggen vervangen en iedere verwijzing naar de afgezette koning werd geschrapt. De dragers van de medaille schrapten het randschrift en zagen hun kans schoon om hun medailles te verfraaien met een muurkroon. Zij vervingen hun lint door dat van het kruis.